# Bässörarna
Bässörarna är öar i Finland. De ligger i Skärgårdshavet och i kommunen Kimitoön i landskapet Egentliga Finland, i den sydvästra delen av landet. Öarna ligger omkring 58 kilometer söder om Åbo och omkring 140 kilometer väster om Helsingfors. 
Arean för den av öarna koordinaterna pekar på är 0,7 hektar och dess största längd är 120 meter i sydöst-nordvästlig riktning. Närmaste större samhälle är Dragsfjärd, 13,9 km norr om Bässörarna.